# Лом (Норвегия)
Лом (норв. Lom) — коммуна в губернии Оппланн в Норвегии. Административный центр коммуны — город Фоссбергом. Официальный язык коммуны — нюнорск. Код-идентификатор — 0514.

## География
Площадь коммуны Лом — 1968,58 км².
На территории коммуны протекает река Бёвра, известная главным образом своими сплавными участками у каякеров.

## История
Название коммуны происходит от множественной формы слова ló, означающего луга.

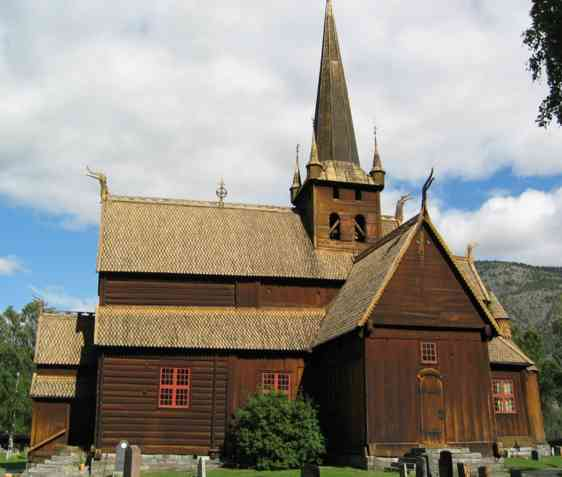
Ставкирка из Лома

Лом знаменит своей древней ставкиркой, датируемой второй половиной XII века.
Во время Второй мировой войны, в ходе Норвежской операции 1940 года немецкие военнопленные содержались норвежскими военными в Ломской тюрьме для военнопленных. В апреле 1940 года Лом дважды бомбили самолёты люфтваффе.
В 1959 году здесь провёл свои последние дни норвежский врач, пионер биологической психиатрии Рольв Рагнвальдсен Ессинг.

## Население

Статистика коммуны Лом

Население коммуны на 2007 год составляло 2407 человек.

### Известные уроженцы
- В Ломе родился Кнут Гамсун, получивший в 1920 году Нобелевскую премию по литературе. Его дом детства расположен в 12 км к востоку от центра Лома.
- поэт Улав Аукруст родился и жил здесь. У церкви в его честь установлен мемориал.
- Эрланд Фрисвольд (1877–1971) — политик и колониалист.
- Якоб Клукстад родился в Ломе в 1705 году и был наиболее известным скульптором и художником своего времени[источник не указан 1871 день].
- Том Ёнссон (1916–1951) — поэт и журналист, призёр Премии Ассоциации норвежских критиков. В Ломе стоит его до-музей (solsidevegen).
- Мортен Шакенда — кулинар
- Карл Густав Спарре Ольсен (1903 — 1984) — композитор
- Арне Брими — кулинар.

## История населения коммуны
Население коммуны за последние 60 лет.